# سان فلیچه سول پانارو
سان فلیچه سول پانارو (به ایتالیایی: San Felice sul Panaro) یک کومونه در ایتالیا است که در استان مودنا واقع شده‌است. سان فلیچه سول پانارو ۵۱٫۵ کیلومتر مربع مساحت و ۱۰٬۴۵۳ نفر جمعیت دارد.

## نگارخانه

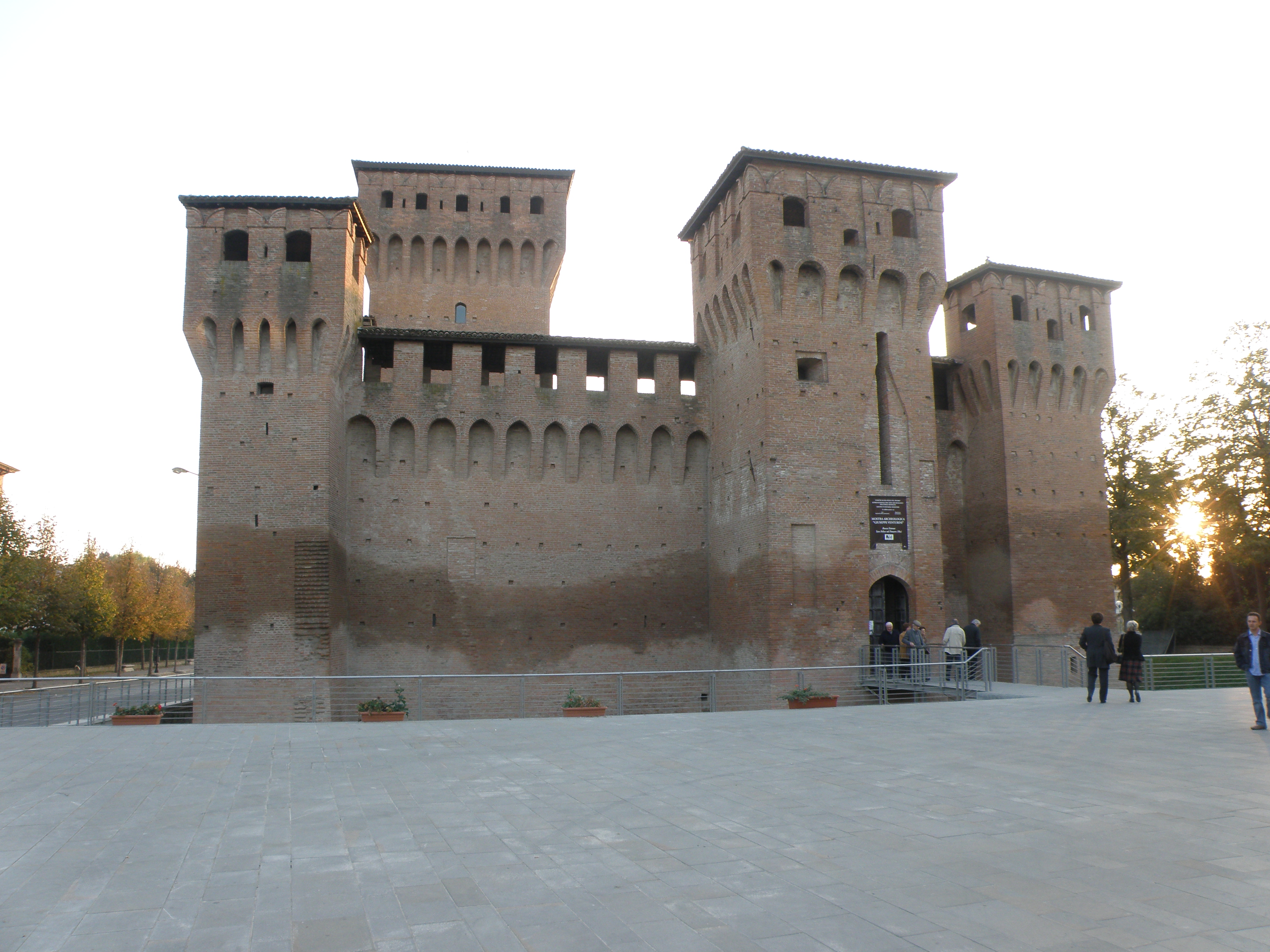
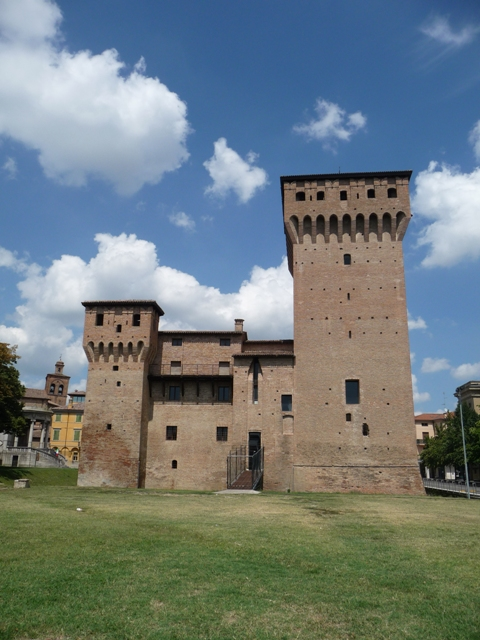
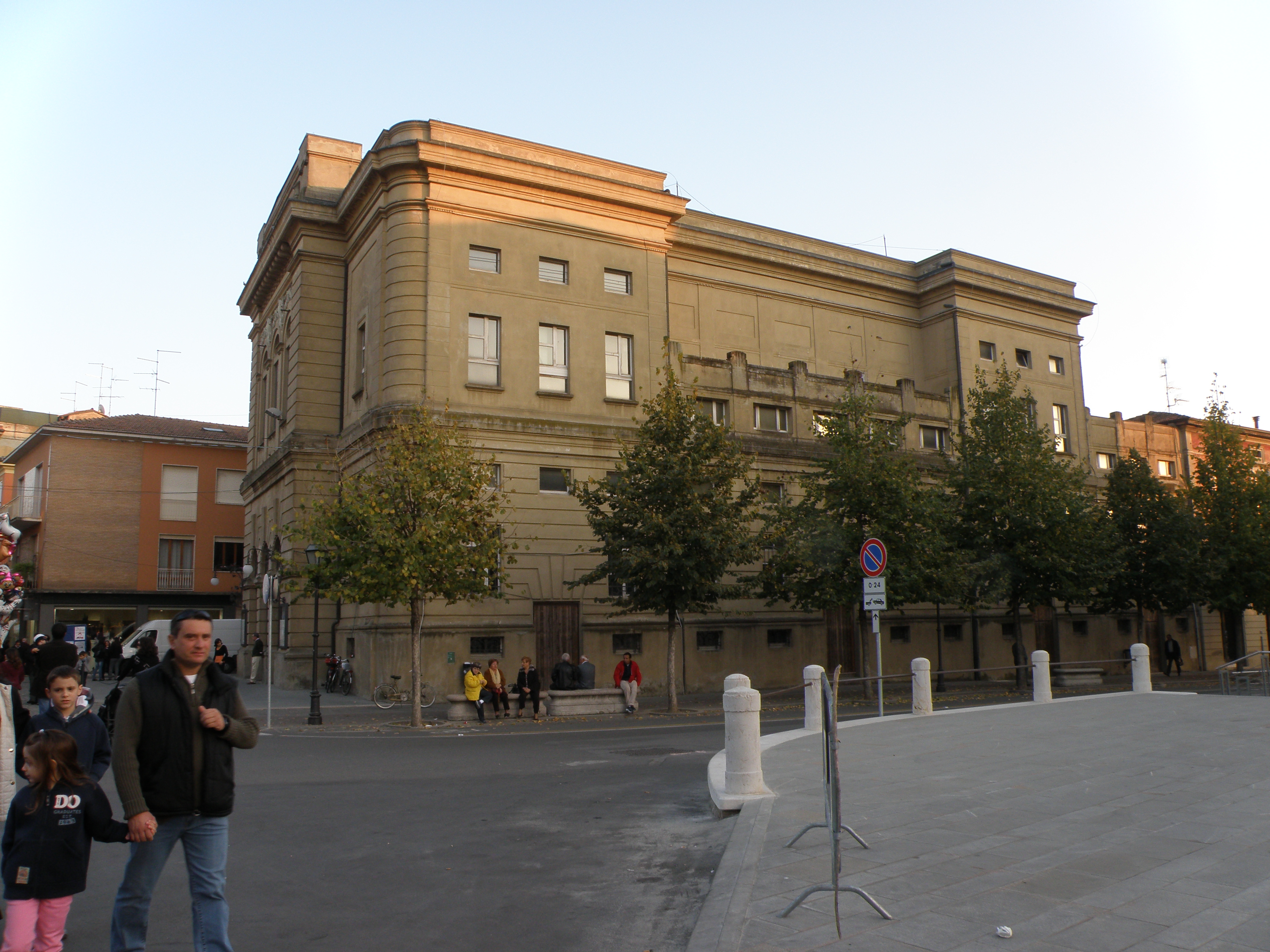
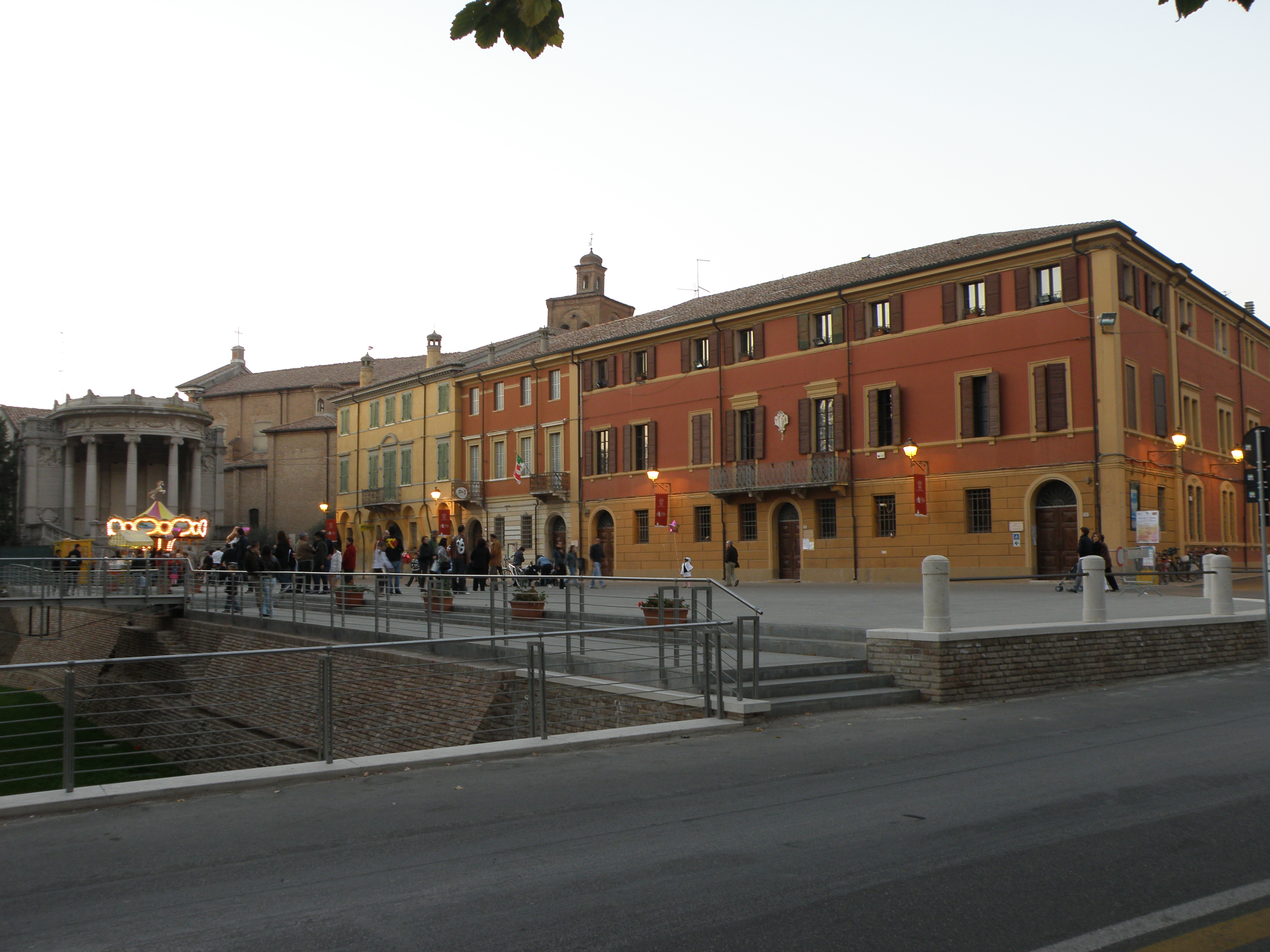
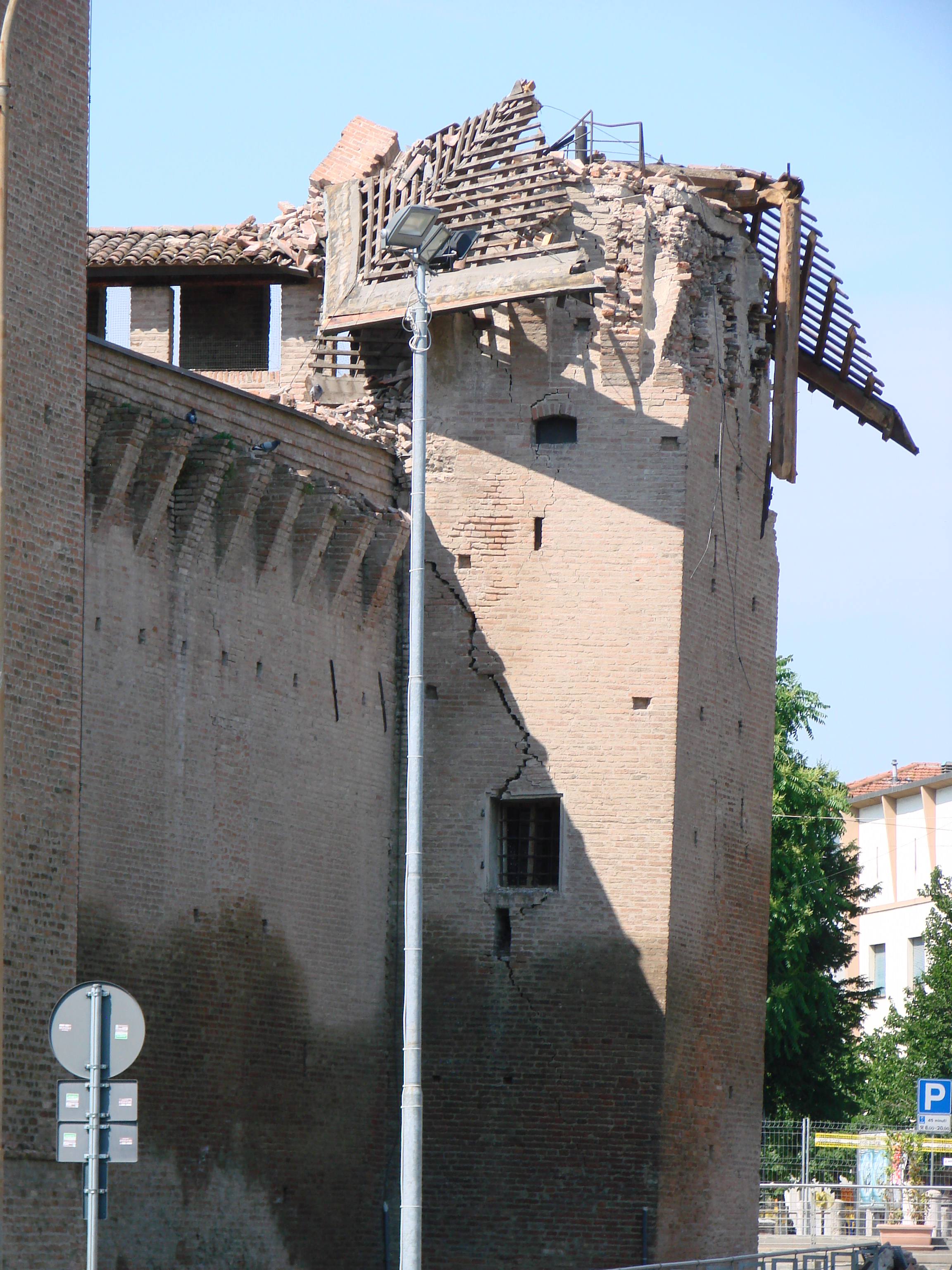